# Grand Prix Japonii 2011
Grand Prix Japonii 2011 (oficjalnie Japanese Grand Prix 2011) – piętnasta eliminacja Mistrzostw Świata Formuły 1 w sezonie 2011.

## Lista startowa
Na niebieskim tle kierowcy biorący udział jedynie w piątkowym treningu
| Nr | Kierowca           | Zespół                       | Samochód            | Silnik                   | Opony |
| -- | ------------------ | ---------------------------- | ------------------- | ------------------------ | ----- |
| 1  | Sebastian Vettel   | Red Bull Racing              | Red Bull RB7        | Renault RS27-2011 2.4 V8 | P     |
| 2  | Mark Webber        | Red Bull Racing              | Red Bull RB7        | Renault RS27-2011 2.4 V8 | P     |
| 3  | Lewis Hamilton     | Vodafone McLaren Mercedes    | McLaren MP4-26      | Mercedes FO 108Y 2.4 V8  | P     |
| 4  | Jenson Button      | Vodafone McLaren Mercedes    | McLaren MP4-26      | Mercedes FO 108Y 2.4 V8  | P     |
| 5  | Fernando Alonso    | Scuderia Ferrari             | Ferrari 150° Italia | Ferrari 056 2.4 V8       | P     |
| 6  | Felipe Massa       | Scuderia Ferrari             | Ferrari 150° Italia | Ferrari 056 2.4 V8       | P     |
| 7  | Michael Schumacher | Mercedes GP Petronas F1 Team | Mercedes MGP W02    | Mercedes FO 108Y 2.4 V8  | P     |
| 8  | Nico Rosberg       | Mercedes GP Petronas F1 Team | Mercedes MGP W02    | Mercedes FO 108Y 2.4 V8  | P     |
| 9  | Bruno Senna        | Lotus Renault GP             | Renault R31         | Renault RS27-2011 2.4 V8 | P     |
| 10 | Witalij Pietrow    | Lotus Renault GP             | Renault R31         | Renault RS27-2011 2.4 V8 | P     |
| 11 | Rubens Barrichello | AT&T Williams                | Williams FW33       | Cosworth CA2011 2.4 V8   | P     |
| 12 | Pastor Maldonado   | AT&T Williams                | Williams FW33       | Cosworth CA2011 2.4 V8   | P     |
| 14 | Adrian Sutil       | Force India F1 Team          | Force India VJM04   | Mercedes FO 108Y 2.4 V8  | P     |
| 14 | Nico Hülkenberg    | Force India Formula One Team | Force India VJM04   | Mercedes-Benz FO108Y     | P     |
| 15 | Paul di Resta      | Force India F1 Team          | Force India VJM04   | Mercedes FO 108Y 2.4 V8  | P     |
| 16 | Kamui Kobayashi    | Sauber F1 Team               | Sauber C30          | Ferrari 056 2.4 V8       | P     |
| 17 | Sergio Pérez       | Sauber F1 Team               | Sauber C30          | Ferrari 056 2.4 V8       | P     |
| 18 | Sébastien Buemi    | Scuderia Toro Rosso          | Toro Rosso STR6     | Ferrari 056 2.4 V8       | P     |
| 19 | Jaime Alguersuari  | Scuderia Toro Rosso          | Toro Rosso STR6     | Ferrari 056 2.4 V8       | P     |
| 20 | Heikki Kovalainen  | Team Lotus                   | Lotus T128          | Renault RS27-2011 2.4 V8 | P     |
| 20 | Karun Chandhok     | Team Lotus                   | Lotus T128          | Renault RS27-2011 2.4 V8 | P     |
| 21 | Jarno Trulli       | Team Lotus                   | Lotus T128          | Renault RS27-2011 2.4 V8 | P     |
| 22 | Daniel Ricciardo   | HRT Formula One Team         | HRT F111            | Cosworth CA2011 2.4 V8   | P     |
| 23 | Vitantonio Liuzzi  | HRT Formula One Team         | HRT F111            | Cosworth CA2011 2.4 V8   | P     |
| 23 | Narain Karthikeyan | HRT Formula One Team         | HRT F111            | Cosworth CA2011 2.4 V8   | P     |
| 24 | Timo Glock         | Marussia Virgin Racing       | Virgin MVR-02       | Cosworth CA2011 2.4 V8   | P     |
| 25 | Jérôme d’Ambrosio  | Marussia Virgin Racing       | Virgin MVR-02       | Cosworth CA2011 2.4 V8   | P     |
| Nr | Kierowca           | Zespół                       | Samochód            | Silnik                   | Opony |

## Wyniki

### Sesje treningowe
| Sesja | Nr | Kierowca      | Konstruktor      | Czas     | Okr. |
| ----- | -- | ------------- | ---------------- | -------- | ---- |
| 1     | 4  | Jenson Button | McLaren-Mercedes | 1:33,634 | 20   |
| 2     | 4  | Jenson Button | McLaren-Mercedes | 1:31,901 | 32   |
| 3     | 4  | Jenson Button | McLaren-Mercedes | 1:31,255 | 13   |

### Kwalifikacje
Źródło: Wyprzedź Mnie!
| Poz. | Nr | Kierowca           | Konstruktor          | Q1       | Q2       | Q3       | Poz. s. |
| --- | --- | ------------------ | -------------------- | -------- | -------- | -------- | ------- |
| 1 | 1 | Sebastian Vettel   | Red Bull-Renault     | 1:33,051 | 1:31,424 | 1:30,466 | 1       |
| 2 | 4 | Jenson Button      | McLaren-Mercedes     | 1:32,947 | 1:31,434 | 1:30,475 | 2       |
| 3 | 3 | Lewis Hamilton     | McLaren-Mercedes     | 1:32,843 | 1:31,139 | 1:30,617 | 3       |
| 4 | 6 | Felipe Massa       | Ferrari              | 1:33,235 | 1:31,909 | 1:30,804 | 4       |
| 5 | 5 | Fernando Alonso    | Ferrari              | 1:32,817 | 1:31,612 | 1:30,886 | 5       |
| 6 | 2 | Mark Webber        | Red Bull-Renault     | 1:33,135 | 1:31,576 | 1:31,156 | 6       |
| 7 | 16 | Kamui Kobayashi    | Sauber-Ferrari       | 1:32,626 | 1:32,380 | –        | 7       |
| 8 | 7 | Michael Schumacher | Mercedes-Cosworth    | 1:33,748 | 1:32,116 | –        | 8       |
| 9 | 10 | Bruno Senna        | Renault              | 1:33,359 | 1:32,297 | –        | 9       |
| 10 | 10 | Witalij Pietrow    | Renault              | 1:32,877 | 1:32,245 | –        | 10      |
| 11 | 14 | Adrian Sutil       | Force India-Mercedes | 1:32,761 | 1:32,463 | –        | 11      |
| 12 | 15 | Paul di Resta      | Force India-Mercedes | 1:33,499 | 1:32,746 | –        | 12      |
| 13 | 11 | Rubens Barrichello | Williams-Cosworth    | 1:33,921 | 1:33,079 | –        | 13      |
| 14 | 12 | Pastor Maldonado   | Williams-Cosworth    | 1:33,781 | 1:33,224 | –        | 14      |
| 15 | 18 | Sébastien Buemi    | Toro Rosso-Ferrari   | 1:33,064 | 1:33,227 | –        | 15      |
| 16 | 19 | Jaime Alguersuari  | Toro Rosso-Ferrari   | 1:35,111 | 1:33,427 | –        | 16      |
| 17 | 17 | Sergio Perez       | Sauber-Ferrari       | 1:34,704 | –        | –        | 17      |
| 18 | 20 | Heikki Kovalainen  | Lotus-Renault        | 1:35,454 | –        | –        | 18      |
| 19 | 21 | Jarno Trulli       | Lotus-Renault        | 1:35,514 | –        | –        | 19      |
| 20 | 25 | Jérôme d’Ambrosio  | Virgin-Cosworth      | 1:36,439 | –        | –        | 20      |
| 21 | 24 | Timo Glock         | Virgin-Cosworth      | 1:36,507 | –        | –        | 21      |
| 22 | 22 | Daniel Ricciardo   | HRT-Cosworth         | 1:37,846 | –        | –        | 22      |
| | 8 | Nico Rosberg       | Mercedes             | –        | –        | –        | 23      |
| | 23 | Vitantonio Liuzzi  | HRT-Cosworth         | –        | –        | –        | 24      |
| Poz. | Nr | Kierowca           | Konstruktor          | Q1       | Q2       | Q3       | Poz. s. |
| \| Legenda \| Legenda \| \| ------------------------ \| ---------------------------------------------------------------------------------------------------------------------------------------------------------------------------------------------------------------------------------------------------------------- \| \| Poz. Nr Q1 Q2 Q3 Poz. s. \| Pozycja zajęta w sesji kwalifikacyjnej Numer startowy kierowcy Wynik uzyskany w pierwszej części kwalifikacji Wynik uzyskany w drugiej części kwalifikacji Wynik uzyskany w trzeciej części kwalifikacji Pozycja startowa po uwzględnięniu kar, przesunięć, itp. \| | |                    |                      |          |          |          |         |
| Legenda | |                    |                      |          |          |          |         |
| Poz. Nr Q1 Q2 Q3 Poz. s. | Pozycja zajęta w sesji kwalifikacyjnej Numer startowy kierowcy Wynik uzyskany w pierwszej części kwalifikacji Wynik uzyskany w drugiej części kwalifikacji Wynik uzyskany w trzeciej części kwalifikacji Pozycja startowa po uwzględnięniu kar, przesunięć, itp. |                    |                      |          |          |          |         |

### Wyścig

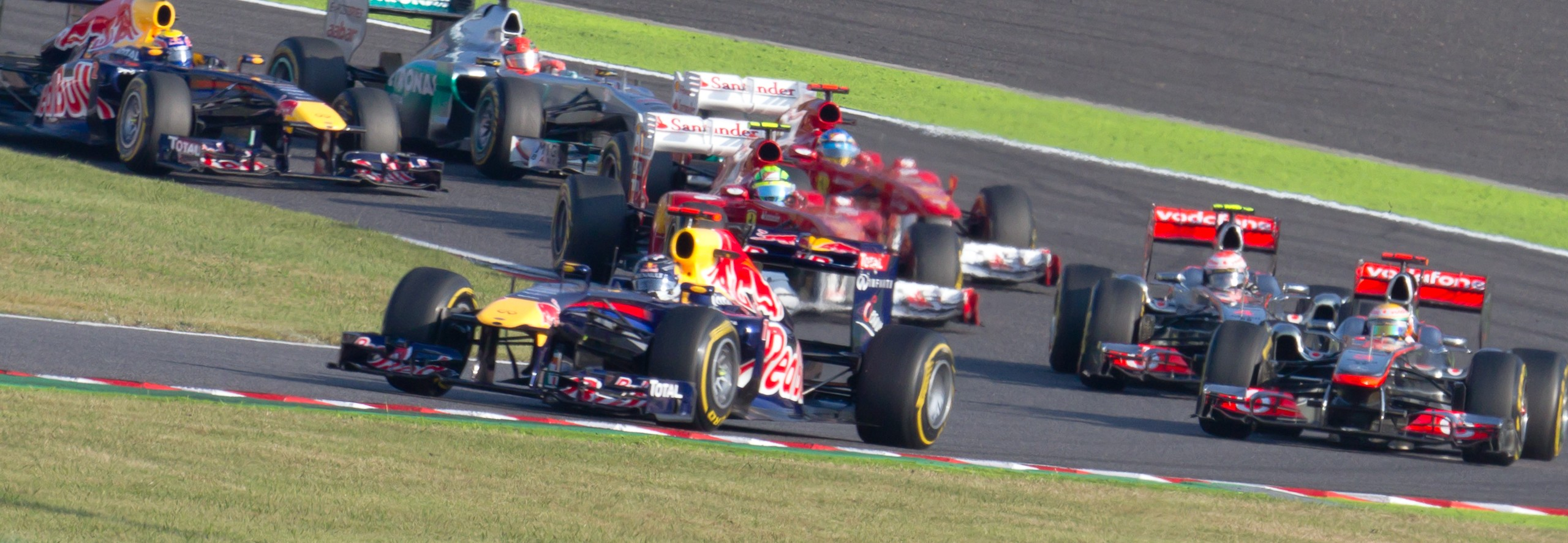
Kierowcy podczas pierwszego okrążenia wyścigu

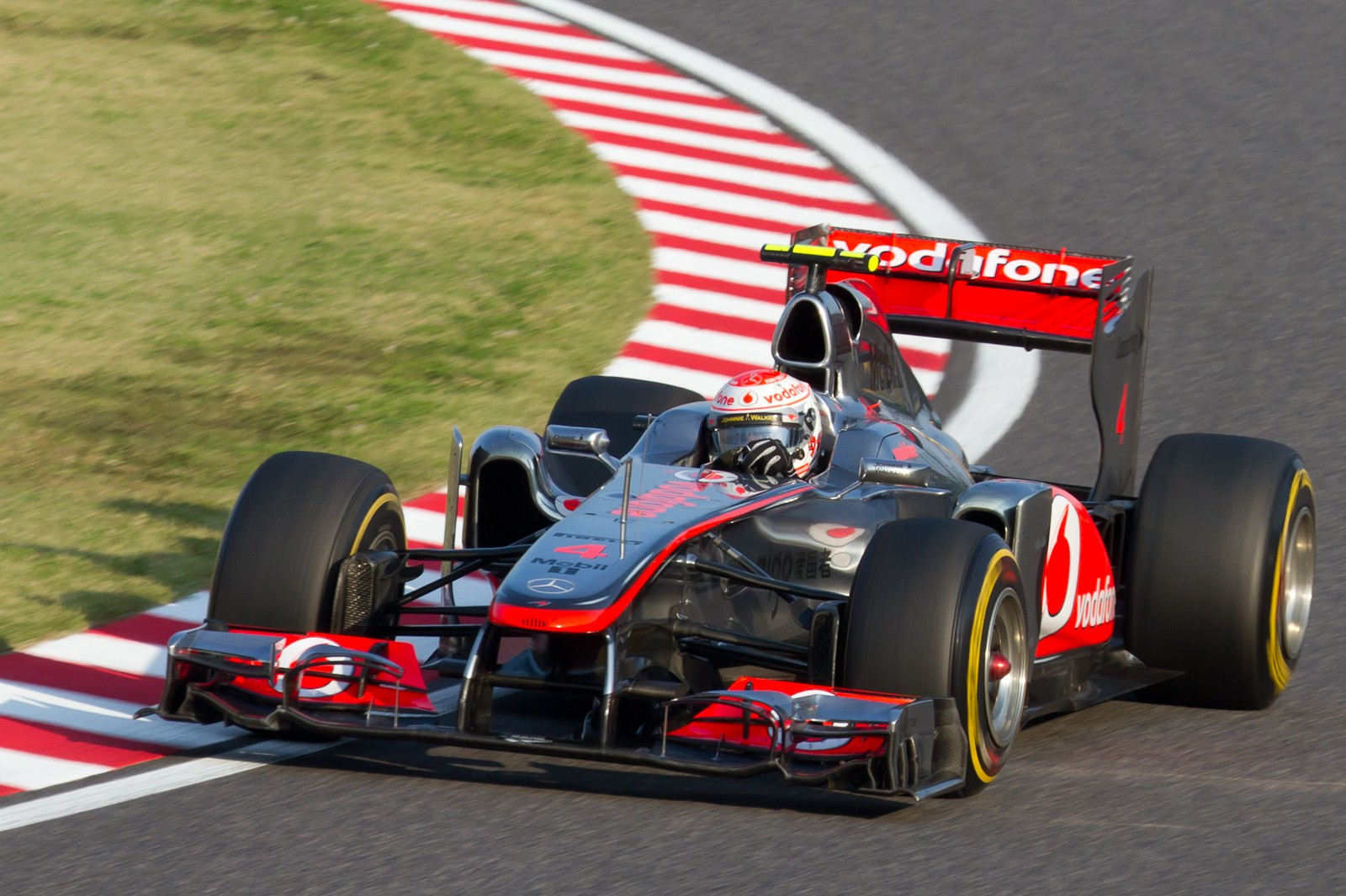
Jenson Button podczas wyścigu

Źródło: Wyprzedź Mnie!
| P                 | + / –     | Nr | Kierowca           | Konstruktor          | Okr. | Czas / Strata    | Komentarz         |
| ----------------- | --------- | -- | ------------------ | -------------------- | ---- | ---------------- | ----------------- |
| 1                 | 1         | 4  | Jenson Button      | McLaren-Mercedes     | 53   | 1h30m53,427      |                   |
| 2                 | 3         | 5  | Fernando Alonso    | Ferrari              | 53   | +0:01,160        |                   |
| 3                 | 2         | 1  | Sebastian Vettel   | Red Bull-Renault     | 53   | +0:02,006        |                   |
| 4                 | 2         | 2  | Mark Webber        | Red Bull-Renault     | 53   | +0:08,071        |                   |
| 5                 | 2         | 3  | Lewis Hamilton     | McLaren-Mercedes     | 53   | +0:24,268        |                   |
| 6                 | 2         | 7  | Michael Schumacher | Mercedes             | 53   | +0:27,120        |                   |
| 7                 | 3         | 6  | Felipe Massa       | Ferrari              | 53   | +0:28,240        |                   |
| 8                 | 9         | 17 | Sergio Perez       | Sauber-Ferrari       | 53   | +0:39,377        |                   |
| 9                 | 1         | 10 | Witalij Pietrow    | Renault              | 53   | +0:42,607        |                   |
| 10                | 13        | 8  | Nico Rosberg       | Mercedes             | 53   | +0:44,322        |                   |
| 11                | Bez zmian | 14 | Adrian Sutil       | Force India-Mercedes | 53   | +0:54,447        |                   |
| 12                | Bez zmian | 15 | Paul di Resta      | Force India-Mercedes | 53   | +1:02,326        |                   |
| 13                | 6         | 16 | Kamui Kobayashi    | Sauber-Ferrari       | 53   | +1:03,705        |                   |
| 14                | Bez zmian | 12 | Pastor Maldonado   | Williams-Cosworth    | 53   | +1:04,194        |                   |
| 15                | 1         | 19 | Jaime Alguersuari  | Toro Rosso-Ferrari   | 53   | +1:06,623        |                   |
| 16                | 7         | 9  | Bruno Senna        | Renault              | 53   | +1:12,628        |                   |
| 17                | 4         | 11 | Rubens Barrichello | Williams-Cosworth    | 53   | +1:14,191        |                   |
| 18                | Bez zmian | 20 | Heikki Kovalainen  | Lotus-Renault        | 53   | +1:27,824        |                   |
| 19                | Bez zmian | 21 | Jarno Trulli       | Lotus-Renault        | 53   | +1:36,140        |                   |
| 20                | 1         | 24 | Timo Glock         | Virgin-Cosworth      | 51   | +2 okr.          |                   |
| 21                | 1         | 25 | Jérôme d’Ambrosio  | Virgin-Cosworth      | 51   | +2 okr. (01,275) |                   |
| 22                | Bez zmian | 22 | Daniel Ricciardo   | HRT-Cosworth         | 51   | +2 okr. (02,496) |                   |
| 23                | 1         | 23 | Vitantonio Liuzzi  | HRT-Cosworth         | 50   | +3 okr.          |                   |
| Niesklasyfikowani |           |    |                    |                      |      |                  |                   |
|                   |           | 18 | Sébastien Buemi    | Toro Rosso-Ferrari   | 11   |                  | niedokręcone koło |
| P                 | + / –     | Nr | Kierowca           | Konstruktor          | Okr. | Czas / Strata    | Komentarz         |

### Najszybsze okrążenie
Źródło: Wyprzedź Mnie!
| Nr | Kierowca      | Konstruktor      | Czas     | Okr. |
| -- | ------------- | ---------------- | -------- | ---- |
| 4  | Jenson Button | McLaren-Mercedes | 1:36,568 | 52   |

## Prowadzenie w wyścigu
| Nr                              | Kierowca           | Okrążenia                 | Suma |
| ------------------------------- | ------------------ | ------------------------- | ---- |
| 4                               | Jenson Button      | 9-10, 18-20, 22-36, 40-53 | 30   |
| 1                               | Sebastian Vettel   | 1-9, 11-18                | 16   |
| 7                               | Michael Schumacher | 37-40                     | 3    |
| 5                               | Fernando Alonso    | 20-21, 36-37              | 2    |
| 6                               | Felipe Massa       | 10-11, 21-22              | 2    |
| \| Wykres \| \| ------ \| \| \| |                    |                           |      |
| Wykres                          |                    |                           |      |
|                                 |                    |                           |      |

## Klasyfikacja po wyścigu

### Kierowcy
| P  | +/− | Kierowca           | Starty | Punkty | P1 | P2 | P3 | PP | NO | NS |
| -- | --- | ------------------ | ------ | ------ | -- | -- | -- | -- | -- | -- |
| 1  | 0   | Sebastian Vettel   | 15     | 324    | 9  | 4  | 1  | 12 | 1  | –  |
| 2  | 0   | Jenson Button      | 15     | 210    | 3  | 3  | 3  | –  | 3  | 2  |
| 3  | 0   | Fernando Alonso    | 15     | 202    | 1  | 4  | 3  | –  | 1  | 1  |
| 4  | 0   | Mark Webber        | 15     | 194    | –  | 2  | 6  | 3  | 5  | 1  |
| 5  | 0   | Lewis Hamilton     | 15     | 178    | 2  | 2  | –  | –  | 3  | 2  |
| 6  | 0   | Felipe Massa       | 15     | 90     | –  | –  | –  | –  | 2  | 2  |
| 7  | 0   | Nico Rosberg       | 15     | 63     | –  | –  | –  | –  | –  | 2  |
| 8  | 0   | Michael Schumacher | 15     | 60     | –  | –  | –  | –  | –  | 4  |
| 9  | 0   | Witalij Pietrow    | 15     | 36     | –  | –  | 1  | –  | –  | 2  |
| 10 | 0   | Nick Heidfeld      | 11     | 34     | –  | –  | 1  | –  | –  | 3  |
| 11 | 0   | Adrian Sutil       | 15     | 28     | –  | –  | –  | –  | –  | 2  |
| 12 | 0   | Kamui Kobayashi    | 15     | 27     | –  | –  | –  | –  | –  | 3  |
| 13 | 0   | Paul di Resta      | 15     | 20     | –  | –  | –  | –  | –  | 1  |
| 14 | 0   | Jaime Alguersuari  | 15     | 16     | –  | –  | –  | –  | –  | 3  |
| 15 | 0   | Sébastien Buemi    | 15     | 13     | –  | –  | –  | –  | –  | 3  |
| 16 | 0   | Sergio Pérez       | 13     | 13     | –  | –  | –  | –  | –  | 4  |
| 17 | 0   | Rubens Barrichello | 15     | 4      | –  | –  | –  | –  | –  | 3  |
| 18 | 0   | Bruno Senna        | 4      | 2      | –  | –  | –  | –  | –  | –  |
| 19 | 0   | Pastor Maldonado   | 15     | 1      | –  | –  | –  | –  | –  | 2  |
| 20 | 0   | Pedro de la Rosa   | 1      | 0      | –  | –  | –  | –  | –  | –  |
| 21 | 0   | Jarno Trulli       | 13     | 0      | –  | –  | –  | –  | –  | 4  |
| 22 | 0   | Heikki Kovalainen  | 15     | 0      | –  | –  | –  | –  | –  | 5  |
| 23 | 0   | Vitantonio Liuzzi  | 14     | 0      | –  | –  | –  | –  | –  | 4  |
| 24 | 0   | Jérôme d’Ambrosio  | 15     | 0      | –  | –  | –  | –  | –  | 2  |
| 25 | 0   | Timo Glock         | 14     | 0      | –  | –  | –  | –  | –  | 3  |
| 26 | 0   | Narain Karthikeyan | 7      | 0      | –  | –  | –  | –  | –  | 1  |
| 27 | 0   | Daniel Ricciardo   | 7      | 0      | –  | –  | –  | –  | –  | 2  |
| 28 | 0   | Karun Chandhok     | 1      | 0      | –  | –  | –  | –  | –  | –  |
| P  | +/− | Kierowca           | Starty | Punkty | P1 | P2 | P3 | PP | NO | NS |

### Konstruktorzy
| P  | +/− | Konstruktor          | Starty | Punkty | P1 | P2 | P3 | PP | NO | NS |
| -- | --- | -------------------- | ------ | ------ | -- | -- | -- | -- | -- | -- |
| 1  | 0   | Red Bull-Renault     | 30     | 518    | 9  | 6  | 7  | 15 | 6  | 1  |
| 2  | 0   | McLaren-Mercedes     | 30     | 388    | 5  | 5  | 3  | –  | 6  | 4  |
| 3  | 0   | Ferrari              | 30     | 292    | 1  | 4  | 3  | –  | 3  | 3  |
| 4  | 0   | Mercedes             | 30     | 123    | –  | –  | –  | –  | –  | 6  |
| 5  | 0   | Renault              | 30     | 72     | –  | –  | 2  | –  | –  | 5  |
| 6  | 0   | Force India-Mercedes | 30     | 48     | –  | –  | –  | –  | –  | 3  |
| 7  | 0   | Sauber-Ferrari       | 29     | 40     | –  | –  | –  | –  | –  | 6  |
| 8  | 0   | Toro Rosso-Ferrari   | 30     | 29     | –  | –  | –  | –  | –  | 6  |
| 9  | 0   | Williams-Cosworth    | 30     | 5      | –  | –  | –  | –  | –  | 6  |
| 10 | 0   | Lotus-Renault        | 30     | 0      | –  | –  | –  | –  | –  | 9  |
| 11 | 0   | HRT-Cosworth         | 28     | 0      | –  | –  | –  | –  | –  | 7  |
| 12 | 0   | Virgin-Cosworth      | 29     | 0      | –  | –  | –  | –  | –  | 4  |
| P  | +/− | Konstruktor          | Starty | Punkty | P1 | P2 | P3 | PP | NO | NS |